# Юрченко, Антон Степанович
Анто́н Степа́нович Ю́рченко (17 января 1923 — 9 мая 1994) — участник Великой Отечественной войны, минёр 381-го отдельного сапёрного батальона 220-й стрелковой дивизии 31-й армии 3-го Белорусского фронта, Герой Советского Союза.

## Биография
Родился 17 января 1923 года в селе Черныш ныне Черниговского района Черниговской области (Украина) в семье крестьянина. Украинец. Окончил 7 классов неполной средней школы. Работал в колхозе.
В Красную Армию призван 25 февраля 1944 года Черниговским районным военкоматом Черниговской области. Участник Великой Отечественной войны с мая 1944 года. Воевал на 3-м Белорусском фронте.
Враг для задержки продвижения частей Красной Армии заблаговременно подготовил к взрыву железнодорожный мост через реку Днепр в городе Орша Витебской области (Белоруссия).
27 июня 1944 года минёр 381-го отдельного сапёрного батальона красноармеец Юрченко в составе группы минёров внезапно напал на группу немецких минёров, оставленных для взрыва моста, и вступил с ними в бой. Уничтожив их автоматным огнём, стремительно бросился с сержантом Макеевым к подрывной станции и немедленно под огнём противника перерезал проводники электромагистрали и детонирующие сети к подрывным зарядам в которых находилось 5300 килограммов взрывчатых веществ. Этим самым мост был спасён и в полной исправности сохранился. По нему без задержки прошли наступающие части Красной Армии, преследующие отходящего противника.
Указом Президиума Верховного Совета СССР от 24 марта 1945 года за мужество и героизм, проявленные при спасении моста через Днепр в городе Орша, красноармейцу Юрченко Антону Степановичу присвоено звание Героя Советского Союза с вручением ордена Ленина и медали «Золотая Звезда» (№ 6504).
После войны сержант А. С. Юрченко был демобилизован. Член ВКП(б)/КПСС с 1947 года. Возвратился на родину. Окончил школу агрономов. Работал по специальности. Последние годы жил в городе Чернигове. Умер 9 мая 1994 года. Похоронен в родном селе.

## Награды и звания
- Медаль «Золотая Звезда» Героя Советского Союза;
- орден Ленина;
- орден Отечественной войны I степени;
- орден Славы III степени;
- орден «Знак Почёта»;
- медали
- почётный гражданин города Орши.

## Память
- В Чернигове на доме, в котором жил Герой, установлена мемориальная доска.
- В селе Ковпыта Черниговского района Черниговской области (Украина) на Аллее Героев установлен памятный стенд А. С. Юрченко.
- Его именем названа школа в родном селе Черныш.